# Comuna Svoboda, Bereg
Svoboda (în ucraineană Свобода) este o comună în raionul Bereg, regiunea Transcarpatia, Ucraina, formată din satele Badiv, Bakoș, Danîlivka și Svoboda (reședința).

## Demografie
Componența lingvistică a comunei Svoboda
     Ucraineană (71,05%)
     Maghiară (27,7%)
     Rusă (1,04%)
     Alte limbi (0,07%)
Conform recensământului din 2001, majoritatea populației comunei Svoboda era vorbitoare de ucraineană (71,05%), existând în minoritate și vorbitori de maghiară (27,7%) și rusă (1,04%).